# Zorin OS
Zorin OS is een meertalige Linuxdistributie gebaseerd op Ubuntu.
Zorin OS heeft een grafische gebruikersomgeving die lijkt op Microsoft Windows 7. Dit maakt het gemakkelijker voor Windowsgebruikers om over te schakelen op Linux. Omdat Zorin OS op Ubuntu gebaseerd is, is hulp gemakkelijk te vinden, zodat Zorin OS een goed ondersteunde Linuxdistributie is. Zorin OS wordt uitgegeven onder de GPL 3 waardoor gebruikers vrij zijn om de software te gebruiken, te kopiëren, te verdelen, te bestuderen, te veranderen, te ontwikkelen en te verbeteren. Zorin OS is ook gratis zoals de meeste Linuxdistributies met verkrijgbare premiumedities die gebruikers voorzien van meer voorgeïnstalleerde functies en pakketten.

## Geschiedenis en ontwikkelingsproces
Zorin OS was voor het eerst aangekondigd door Zorin Soft in september 2008. Dit is ook wanneer de ontwikkeling startte. De plannen waren om een Linuxdistributie gebaseerd op Ubuntu te maken voor gebruikers van Microsoft Windows die het moeilijk hadden om over te stappen naar Linux. Het plan was om Zorin OS uit te brengen op 1 januari 2009 maar de release werd uitgesteld ten gevolge van technische problemen. De eerste beta van Zorin OS werd uitgebracht op 5 mei 2009. De tweede beta, Zorin OS Lite beta, werd uitgebracht op 30 mei 2009. Zorin OS Lite beta was een uitgeklede versie van de originele beta van het begin van dezelfde maand. Plannen voor een ander Zorin OS-project, Zorin OS Educational, werden geannuleerd. Dit zou een Zorin OS-besturingssysteem worden op basis van Zorin OS Lite, gericht op het opleiden van kinderen. Zorin OS Lite werd Zorin OS en de originele Zorin OS (vanaf de eerste beta) is geannuleerd. De eerste stabiele versie van Zorin OS werd uitgebracht op 1 juli 2009. Zorin OS 1.0 kreeg meer dan 4000 bezoekers waarvan 1000 van hen begonnen met Zorin OS in de eerste week van de release.
Zorin OS werd getest in Kenia en andere Afrikaanse landen voor het onderwijs. Dit programma is opgezet door Camara (Charity), een Ierse liefdadigheidsinstelling die gebruikte computers verscheept naar Afrika om het publiek daar te onderwijzen. Momenteel gebruiken ze daar Camarabuntu, maar ze kunnen overstappen naar Zorin OS als gebruiksaanwijzingen en andere steun voor Zorin OS wordt gecreëerd.
Zorin OS Limited Edition '09 werd uitgebracht op 7 december. Dit was een previewversie van Zorin OS 2.0. Het werd alleen te koop aangeboden op dvd.
Op 1 januari 2010 werd Zorin OS 2.0 vrijgegeven. Deze nieuwe versie bevatte een nieuw ontworpen gebruikersinterface, een nieuw thema, een groot aantal nieuwe wallpapers, nieuwe en bijgewerkte programma's, extra functies en nog veel meer. Na een enquête werd besloten om de gebruikersinterface opnieuw te laten lijken op die van Windows 7. Een nieuw helderder thema, genaamd "Shine", werd ingevoerd, en er werden veel nieuwe programma's geïntroduceerd, zoals de video-editor Kino en de IM-client Empathy.
Zorin OS 7 Core en Ultimate werden vrijgegeven op 9 juni 2013 met een nieuw thema. De Zorin Look Changer wordt meegeleverd met Zorin OS 7. Hiermee kan gewisseld worden tussen de Windows 7-, XP- en GNOME2-interfaces in de Core-versie en de Mac OS X-, Unity- en Windows 2000-interfaces in Zorin OS Ultimate.

##### Zorin OS 15
Sinds juni 2019 is Zorin OS 15 beschikbaar (versies Core, Business en Ultimate). Zorin OS 15 is gebaseerd op Ubuntu 18.04.2 LTS en wordt geleverd met ondersteuning voor de hardware-activeringsstack.
Dit betekent dat in de nabije toekomst, wanneer Ubuntu Linux kernel 5.0 uitrolt als onderdeel van Ubuntu 18.04.3 LTS, gebruikers van Zorin OS 15 ook de upgrade zullen krijgen.
Een andere opvallende toevoeging in Zorin OS 15 is integratie met Android-smartphones. Dit is via een speciale app genaamd Zorin Connect.
Voor gebruikers die Zorin 12 geïnstalleerd hebben is er een nieuwe 'release-upgradetool' in de maak waarmee u kunt upgraden van Zorin OS 12.1 naar Zorin OS 15 zonder gegevens te verliezen. Hoewel de tool op dit moment niet beschikbaar is, zeggen Zorin-ontwikkelaars dat het in de zomer beschikbaar moet zijn.

##### Zorin OS 12
Sinds december 2016 is Zorin OS 12 beschikbaar (versies Core, Business en Ultimate). In februari kwam update Zorin OS 12.1 beschikbaar. In maart 2017 kwam ook de Education-versie beschikbaar (meteen 12.1).
Versie 12.1 is gebaseerd op Linux kernel 4.8 en Ubuntu 16.04 LTS.

## Functies
Zorin OS is gemaakt voor gemak van het gebruik, maar het bevat ook tal van andere interessante functies, zoals het geavanceerde GIMP Image Manipulation Program, de webbrowser Google Chrome, de kantoorsoftwarepakket LibreOffice en de muziekspeler Rhythmbox. Zorin OS bevat een programma met de naam Ubuntu Tweak om de desktop verder aan te passen. Zorin OS komt ook met een programma genaamd Wine waarmee er Windows-programma's op de Zorin OS-machine kunnen worden gedraaid. Een ander vooraf geïnstalleerd programma met de naam PlayOnLinux maakt het nog eenvoudiger om Windows-programma's te installeren op de Zorin OS-installatie. Er kan een aantal desktop-effecten worden ingesteld met behulp van Compiz, dat ook vooraf geïnstalleerd is met Zorin OS.

## Installatie
Het downloadbare Zorin OS-pakket wordt geleverd als een .iso-bestand dat op een dvd kan gebrand worden of op een USB-stick geplaatst en vervolgens ingeïnstalleerd kan worden op een computer. Zorin OS kan ook direct draaien vanaf dvd of USB. De Live DVD/USB heeft slechtere prestaties dan de geïnstalleerde versie, omdat de dvd- en usb-leessnelheid lager ligt dan de gelezen snelheden van een harde schijf. Zorin OS maakt gebruik van de Ubiquity-installer die de gebruiker door het installatieproces leidt.

## Versiegeschiedenis
| Versie                            | Uitgavedatum     | Gebaseerd op     | Status         |
| --------------------------------- | ---------------- | ---------------- | -------------- |
| 1.0                               | 1 juli 2009      |                  | Oude versie    |
| Limited Edition '09 (2.0 Preview) | 7 december 2009  |                  | Oude versie    |
| 2.0                               | 1 januari 2010   |                  | Oude versie    |
| 3.0                               | 10 juni 2010     | Ubuntu 10.04 LTS | Oude versie    |
| 4.0                               | 22 december 2010 | Ubuntu 10.10     | Oude versie    |
| 5.0                               | 6 juni 2011      | Ubuntu 11.04     | Oude versie    |
| 5.1                               | 9 februari 2012  | Ubuntu 11.04     | Oude versie    |
| 5.2                               | 23 maart 2012    | Ubuntu 11.04     | Oude versie    |
| 6.0                               | 18 juni 2012     | Ubuntu 12.04 LTS | Oude versie    |
| 6.1                               | 25 augustus 2012 | Ubuntu 12.04 LTS | Oude versie    |
| 6.2 Lite                          | 15 februari 2013 | Ubuntu 12.04 LTS | Oude versie    |
| 7.0                               | 9 juni 2013      | Ubuntu 13.04     | Oude versie    |
| 8.0                               | 27 januari 2014  | Ubuntu 13.10     | Oude versie    |
| 9.0                               | 15 juli 2014     | Ubuntu 14.04 LTS | Oude versie    |
| 10.0                              | 1 augustus 2015  | Ubuntu 15.04     | Oude versie    |
| 11.0                              | 3 februari 2016  | Ubuntu 15.10     | Oude versie    |
| 12.0                              | 18 november 2016 | Ubuntu 16.04 LTS | Oude versie    |
| 12.1                              | 27 februari 2017 | Ubuntu 16.04 LTS | Oude versie    |
| 12.2                              | 8 september 2017 | Ubuntu 16.04 LTS | Oude versie    |
| 15                                | 5 juni 2019      | Ubuntu 18.04 LTS | Huidige versie |
| 15.2                              | 5 maart 2020     | Ubuntu 18.04 LTS | Huidige versie |
| 15.3                              | 8 september 2020 | Ubuntu 18.04 LTS | Huidige versie |
| 16 17                             | 17 augustus 2021 | Ubuntu 20.04 LTS | Huidige versie |